# Bal Harbour
Bal Harbour è una località della Contea di Miami-Dade in Florida, negli Stati Uniti. Nel 2000 contava 3.305 residenti.
È un sobborgo di Miami e si trova sulla costa atlantica, circa 5 km a nord di Miami Beach.
Vi si trovano molti Hotel di lusso e il reddito medio per abitante è tra i più alti degli Stati Uniti.
Bal Harbour è nota per essere sede dei "Bal Harbour Shops", un centro commerciale che ospita negozi e boutique con marchi prestigiosi, tra i quali Neiman Marcus, Gucci, Chanel, Brioni, Prada, e le gioiellerie Tiffany's e Harry Winston.